# Jakub Bitman
Jakub Bitman (* 22. Juli 1988) ist ein tschechischer Badmintonspieler. 

## Karriere
Jakub Bitman gewann in Tschechien vier Juniorentitel, bevor er 2007 die Slovak International siegreich beenden konnte. 2009, 2010 und 2011 wurde er tschechischer Meister im Herrendoppel mit Pavel Drančák.

## Sportliche Erfolge
| Saison | Veranstaltung                                   | Disziplin    | Platz | Name                              |
| ------ | ----------------------------------------------- | ------------ | ----- | --------------------------------- |
| 2005   | Tschechische Einzelmeisterschaften der Junioren | Herreneinzel | 1     | Jakub Bitman                      |
| 2006   | Tschechische Einzelmeisterschaften der Junioren | Herreneinzel | 1     | Jakub Bitman                      |
| 2006   | Tschechische Einzelmeisterschaften der Junioren | Herrendoppel | 1     | Jakub Bitman / Pavel Drančák      |
| 2007   | Tschechische Einzelmeisterschaften der Junioren | Mixed        | 1     | Jakub Bitman / Martina Vacková    |
| 2007   | Tschechische Einzelmeisterschaften der Junioren | Herreneinzel | 1     | Jakub Bitman                      |
| 2007   | Slovak International                            | Herrendoppel | 1     | Zvonimir Đurkinjak / Jakub Bitman |
| 2009   | Tschechische Einzelmeisterschaften              | Herrendoppel | 1     | Jakub Bitman / Pavel Drančák      |
| 2010   | Tschechische Einzelmeisterschaften              | Herrendoppel | 1     | Jakub Bitman / Pavel Drančák      |
| 2010   | Tschechische Einzelmeisterschaften              | Mixed        | 1     | Jakub Bitman / Alžběta Bášová     |
| 2011   | Tschechische Einzelmeisterschaften              | Herrendoppel | 1     | Jakub Bitman / Pavel Drančák      |
| 2012   | Slovak International                            | Herreneinzel | 2     | Jakub Bitman                      |
| 2012   | Slovak International                            | Mixed        | 1     | Jakub Bitman / Alžběta Bášová     |
| 2013   | Slovak International                            | Mixed        | 1     | Jakub Bitman / Alžběta Bášová     |